# Aiguille d'Orcières
L’aiguille d’Orcières est un fromage français, fabriqué dans le pays du Champsaur.
C’est un fromage à base de lait de vache, à pâte pressée cuite, de la famille des gruyères, affiné 4 mois en cave, avec un goût assez tenu.